# بحرة الرغاة
بحرة الرغاء وهي تلعة واسعة ذات أرض بيضاء٬ تسيل من هضبة السوق فتندفع في وادي لية من الجنوب يسار طريق الجنوب للخارج من الطائف٬ مقابلة لمفيض اليسرى على بعد 17 كم من الطائف٬ يفرق طريقها بعد جزع الوادي٬ يحدها شرقًا جبال أم العبلان ووأم عين وأم طير، وغربًا قريتا البواطي والخبزية٬ وشمالاً تلاع وجبال ثم قرية الوزير٬ وجنوبًا الخط المسفلت. تعرف في الوقت الحاضر باسم: (البحرة)٬ أما الاسم الأصلي وهو بحرة الرغاء فكأنه من رغاء الإبل أي صوتها٬ وبحرة الأرض منبسطها.

## التاريخ
ذكرها ابن هشام في السيرة بقوله: «لما فرغ الرسول صلى االله عليه وسلم من حنين سار إلى الطائف فسلك على نخلة اليمانية فصلى فيه٬ ثم على قرن٬ ثم على المليح٬ ثم على بحرة الرغاء من لية٬ فابتنى بها مسجدًا.  فأقاد ببحرة الرغاء بدم٬ وهو أول دم أقيد به في الإسلام، رجل من بني ليث قتل رجلاً من هذيل.»